# Baldevo
Baldevo (bulgariska: Балдево) är en ort i Bulgarien.   Den ligger i kommunen Gărmen och regionen Blagoevgrad, i den sydvästra delen av landet, 120 kilometer söder om huvudstaden Sofia. Baldevo ligger 609 meter över havet och antalet invånare är 192.
Terrängen runt Baldevo är huvudsakligen kuperad, men söderut är den platt. Närmaste större samhälle är Gotse Deltjev, 7,9 kilometer söder om Baldevo.
Trakten runt Baldevo består till största delen av jordbruksmark. Runt Baldevo är det ganska glesbefolkat, med 35 invånare per kvadratkilometer.